# سايلنت هيل: الوحي 3 دي
 سايلنت هيل: الوحي 3D   هو فيلم رعب 3D إنتاج 2012 من كتابة وإخراج مايكل جيه باسيت وهو تتمة لفيلم الرعب  سايلنت هيل.الفيلم بطولة أديلايد كليمنس وكيت هارينجتون ومارتين دونوفان ومالكولم ماكدويل وكاري-آن موس وشون بين.الفيلم مبني على الجزء الثالث من لعبة الفيديو سايلنت هيل 3 من قبل كونامي. .
يتبع الفيلم المراهقة هيذر ميسون التي تكتشف في يوم ميلادها الثامن عشر أن هويتها المزعومة مزيفة ويقودها بحثها إلى بلدة أمريكية تدعى «سايلنت هيل».
بحلول 16 ديسمبر 2012 تجاوزت إيرادات الفيلم ال47 مليون دولار، لكنه تلقى مراجعات سلبية من معظم النقاد.

## اسرة العمل
- أديليد كليمنس بدور شارون دا سيلفا
- شون بين كريستوفر
- كاري-أن موس
- مالكولم ماكدويل
- مارتن دونوفان
- ميتشيل روز دا سيلفا
- ديبورا كارا انجر
- بيت إيرين غيليسبي
- هيذر السوكي
- روبرتو كامبانيلا
- بيتر أوتربريدج
- جيفرسون براون
- سيلان راشيل بدور عارضة أزياء
- جاردون كلارك بدور ممرضة الظلام
- أنا سيزون بدور ممرضة الظلام
- جاردون هاريس بدور ممرضة الظلام
- شريعة كيم بدور ممرضة الظلام

## روابط خارجية
- الموقع الرسمي
- سايلنت هيل: الوحي 3 دي على موقع IMDb (الإنجليزية)
- سايلنت هيل: الوحي 3 دي على موقع ميتاكريتيك (الإنجليزية)
- سايلنت هيل: الوحي 3 دي على موقع روتن توميتوز (الإنجليزية)
- سايلنت هيل: الوحي 3 دي على موقع نتفليكس (الإنجليزية)
- سايلنت هيل: الوحي 3 دي على موقع قاعدة بيانات الأفلام العربية
- سايلنت هيل: الوحي 3 دي على موقع ألو سيني (الفرنسية)
- سايلنت هيل: الوحي 3 دي على موقع Turner Classic Movies (الإنجليزية)
- سايلنت هيل: الوحي 3 دي على موقع أول موفي (الإنجليزية)
- سايلنت هيل: الوحي 3 دي على موقع بوكس أوفيس موجو (الإنجليزية)
- سايلنت هيل: الوحي 3 دي على موقع فيلمافينيتي (الإسبانية)

قالب:Michael J. Bassett